# 오스 데즈 만다멘두스
《오스 데즈 만다멘두스》(포르투갈어: Os Dez Mandamentos)는 2015년 방영된 브라질의 텔레노벨라이다.